# Francisco de Paula Ossorio y Vargas
Francisco de Paula Ossorio y Vargas (Sevilla, 1762- Cadis, 2 de juliol de 1830) fou un militar i marí espanyol, avi del periodista Manuel Ossorio y Bernard.

## Biografia
Fill de Juan de Osorio y Osorno, mestrant de Sevilla, i Casilda de Vargas y Machuca. En 1777 es va enrolar en l'Armada Espanyola, sent guardiamarina. En 1778 ja estava navegant en el buc San Isidroefectuant diversos creuers i participant en els enfrontaments contra Anglaterra. Posteriorment, es va embarcar en el San Francisco de Asís. Estava enrolat en el San Luis, quan va prendre part en el setge de Gibraltar. En 1782 va participar en la batalla de l'estret. En 1784 va participar en la batalla d'Alger i en 1793 en la presa del port de Toló. En 1797 va combatre en el cap de Sant Vicent contra Anglaterra, en el buc Trinidad, i en 1808 va participar en la victòria sobre l'almirall Rosilly.
En 1813 va ser designat ministre de Marina i secretari interí del Despatx d'Estat fins a la tornada de Ferran VII. En 1814 va ser nomenat tresorer del Consell Suprem del Almirallat, cessant en 1815 per desavinences polítiques. En 1820 va ser nomenat cap d'esquadra i capità general de Castella La Nova. En 1823 va ser designat comandant general del departament marítim de Cartagena, cessant dos mesos després, quan fou nomenat ministre de Marina als governs de José María Pando i José Luyando, i membre del Consell d'Estat a Cadis. Quan va acabar el bloqueig i el règim liberal va caure, en 1823, va fugir a Gibraltar; en tornar a Espanya, va ser processat: "judici de purificació" i degradat a brigadier.

## -Referències
1. ↑  Francisco de Paula Ossorio y Vargas al Portal de Archivos Españoles
2. ↑  Franciscode Paula Ossorio y Vargas al web de la RAH